# Андуин
Андуин е най-голямата река, течаща през Средната земя, наричана още Андуин Велики и води своето начало от Сивите планини.
Разположена е на изток от Мъгливите планини и западно от Мраколес, преминава край Златната гора — Лотлориен, навлиза в Итилиен — градината на Гондор, където на нея е построен престолния град Осгилиат и се влива във Великото море в залива Белфарас. В средното поречие на реката се намира великият водопад Раурос, а недалеч на север по двата бряга на реката, гондорските крале са издигнали статуите на Аргонат. Преди да се спуснат по Раурос, водите на Андуин се събират в широк и спокоен разлив – Нен Хитоел, където е разположен остров Тол Брандир.
Хилядолетия наред Андуин Велики е бил плавателна река и по него са плавали ладиите на Елдарите към Морето, а оттам към задморското кралство — Валинор. Един от известните притоци на Андуин е Сребропът, който заедно с притока си — Нимродел, води начало от Мъгливите планини. В ъгъла между Сребропът и Андуин е разположен Лориенския наит или клин. Друг такъв приток е река Ентомил, също извираща от Мъгливите планини и протичаща през гората Ветроклин. Влива се в Андуин чрез широка делта, в източните равнини на кралство Рохан и образува заблатена местност. Река Андуин няма мостове и единствения брод се намира далеч на север, в близост до областта Равноскал, където се е намирал дома на Беорн и потомците му – Пазителите на брода.
След първото поражение на Саурон, когато му е отнет Единствения пръстен, Исилдур — кралят на Гондор, е нападнат от орки край Перуникови поля, в опита си да се спаси, той се хвърля в Андуин, но бива улучен и убит от оркски стрели и реката отнася тялото му. Единственият пръстен попада на дъното на реката, откъдето бива изваден от речния жител, хобита Деагол (Дийгъл), убит малко след това от своя приятел Смеагол (Смийгъл), станал известен по-късно като Ам-Гъл.
В Зората на времето – през Първата епоха, река Андуин е била прекосявана от Елфите (по-късно и от Хората), с помощта на салове по време на Великото им пътуване от езерото Куевиенен на запад към Белерианд, а оттам съм Валинор. По време на Войната за пръстена армията на Лориенските Елфи, под командването на владетелите си Галадриел и Келеборн, преминава с ладии реката и напада твърдината на Врага — Дол Гулдур в Южен Мраколес. След падането на Саурон Гортаур и рухването на Черната кула в Мордор, Андуин е вече спокойна река, по която отново плават рибарски и търговски съдове. Елфите отново могат да пътуват безпрепятствено по нея на път за Валинор...